# Spherillo insularum
Spherillo insularum là một loài chân đều trong họ Armadillidae. Loài này được Verhoeff miêu tả khoa học năm 1942.